# Babi Dewet
Babi Dewet   (Rio de Janeiro, 30 de desembre de 1986) és una autora de literatura juvenil brasilera.

## Biografia
Es donà a conèixer publicant fanfics. Un dels seus escrits, Sábado à Noite, inspirat en la banda anglesa McFly, va tenir èxit i Dewet va escriure'n una novel·la. Va publicar-la independentment i vendre-la sota comanda, facturant-ne un miler de còpies en menys d'un any. El 2011, l'editorial Generale va adquirir-ne els drets i va publicar-la de nou. L'autora va completar la història en una trilogia, amb el segon volum publicat al 2013 i el darrer al 2014.
L'any 2015, Babi publica Um ano inesquecível en l'editorial Gutenberg, acompanyada d'altres tres escriptores de literatura juvenil: Paula Pimenta, Bruna Vieira i Thalita Rebouças. Al llibre, cadascuna va escriure un relat inspirat en una estació (el text de Dewet era una història d'amor durant la tardor). Aquest llibre fou un best-seller al Brasil, i Amazon Prime Video va produir 4 pel·lícules basades en el llibre.
El 2016 inicia la col·lecció Cidade da música, que presenta personatges i històries independents en cada volum, ambientats en una conservatori de música. Babi també té un canal de YouTube sobre literatura i música K-pop, tema sobre el que també ha publicat dos llibres.